# Traverse City
Traverse City è un comune (city) degli Stati Uniti d'America, capoluogo della Contea di Grand Traverse nello Stato del Michigan. Una piccola porzione del centro abitato si estende nella Contea di Leelanau.
Al censimento del 2010 contava 14.674 abitanti e 143.372 persone nell'area metropolitana. Nonostante le sue modeste dimensioni, la città funziona come punto di riferimento commerciale per un'area di circa 7.000 km². È una delle città più importanti del Michigan settentrionale insieme alla città di Alpena, situata sul lato opposto della penisola.
Traverse City è famosa per la produzione di ciliegie (non a caso, l'aeroporto cittadino è denominato "Cherry Capital Airport", letteralmente Aeroporto della Capitale delle ciliegie). È una delle più rinomate destinazioni turistiche del Michigan e si va affermando per la produzione di vino (Vino di ghiaccio, in particolare).

## Monumenti e luoghi d'interesse
Si annovera, tra gli altri, la Casa Perry Hannah, una storica villa vittoriana inserita nel 1972 nel registro nazionale dei luoghi storici.